# Josep Baltà i Elias
Josep Baltà i Elies (Vilafranca del Penedès, 3 d'agost de 1893 - Barcelona, 1 de gener de 1973) fou un físic català, acadèmic de la Reial Acadèmia de Ciències Exactes, Físiques i Naturals.

## Biografia
Era fill del metge Josep Baltà Rodríguez de Cela. Es llicencià en física i química a la Universitat de Barcelona i el 1918 es doctorà en física amb premi extraordinari a la Universitat Central de Madrid amb la tesi Magnetoquímica de los cloruros de cromihidrina. El 1919 fou nomenat professor d'electromagnetisme i electrotècnia a l'Escola de Perits de Terrassa, el 1920 fou rofessor auxiliar de física a la Universitat de Barcelona i el 1923 fou comissionar per estudiar telecomunicacions a l'Établissement Centrale de la Télégraphie Militaire. De 1923 a 1925 fou president del Ràdio Club de Catalunya. El 1929 formà part de l'equip d'investigadors del Servei Meteorològic Nacional de l'Observatori de la Universitat de Barcelona.
El 1933 va obtenir la càtedra de física teòrica i experimental de la Universitat de Salamanca, que ocupar fins a 1941, quan va obtenir la mateixa càtedra a la Universitat Central de Madrid; a finals de la guerra s'havia incorporat com a professor de Ciències a l'Escola de bibliotecàries per un breu període. El 1941 va fundar la secció d'electricitat de l'Institut de Física Alonso de Santa Cruz del CSIC. També fou vicepresident de la Reial Societat Espanyola de Física i Química.
Va fer grans aportacions en els camps de les radiocomunicacions i la física d'altes energies, ja que va construir el primer generador electroestàtic d'Espanya. El 1948 fou escollit acadèmic de nombre de la Reial Acadèmia de Ciències i Arts de Barcelona i el 1949 fou escollit acadèmic de la Reial Acadèmia de Ciències Exactes, Físiques i Naturals En va prendre possessió l'any següent amb el discurs Enigmas actuales planteados por la radiación cósmica.
Una escola de Vilafranca del Penedès porta el seu nom.

## Obres
- Física (1929)
- Apuntes de Electricidad (1952)
- Enigmas actuales planteados por la radiación cósmica (1950)
- Recientes progresos en Radioastronomía (1953)
- Captación y aprovechamiento de la energía solar (1955)
- La ciencia del espacio y la formación del hombre actual (1961)
- Una visita al Sincrotrón de protones del CERN (1961)
- La exploración radioeléctrica del espacio (1967)
- El problema astronáutico y la energía nuclear